# Yūzō Tashiro
Yūzō Tashiro (jap. 田代有三 Tashiro Yūzō; ur. 22 lipca 1982 w Fukuoka) – japoński piłkarz, reprezentant kraju.

## Kariera klubowa
Od 2003 do 2011 roku występował w klubach Oita Trinita, Sagan Tosu, Kashima Antlers, Montedio Yamagata. Od 2012 roku gra w zespole Vissel Kobe.

## Kariera reprezentacyjna
Karierę reprezentacyjną rozpoczął w 2008 roku. W sumie w reprezentacji wystąpił w 3 spotkaniach.

## Osiągnięcia
- J-League: 2007, 2008, 2009
- Puchar Cesarza: 2007
- Puchar J-League: 2011